# Буды (Мордовия)
Буды — деревня в Ковылкинском районе Республики Мордовия. Входит в состав Кочелаевского сельского поселения.

## История
В списке населённых пунктов Пензенской губернии 1869 года упоминалась, как село Никольское (Ушивые Буды). Название происходит от слов «ушь» — чертополох и «буда» — лесное строение, в котором жили будники, производившие поташ, дёготь, смолу, древесный уголь.

## Население
| 2002 | 2010 |
| ---- | ---- |
| 29   | ↘14  |

Национальный состав
Согласно результатам переписи 2002 года, в национальной структуре населения русские составляли 100 %